# 朱利安·马尤
朱利安·马尤（法語：Julien Maio，1994年5月6日—），法国男子羽毛球運動員。

## 簡歷
2012年8月，朱利安·马尤与Antoine Lodiot出战波蘭羽毛球公開賽，在男双準决赛以0比2（13-21、20-22）不敌赛会2号种子、比利时强档的马蒂耶斯·迪耶克斯/弗里克·戈林斯基。
2013年3月，朱利安·马尤代表法國出戰土耳其安卡拉舉行的歐洲青年羽毛球錦標賽，除了助國家隊贏得團體賽亞軍外，又和Antoine Lodiot合作贏得男子雙打季軍。
2015年8月，朱利安·马尤与乔丹·科维出战保加利亞羽毛球公開賽，在男双决赛以2比1（18-21、25-23、21-17）击败了东道主的丹尼尔·尼科洛夫/伊万·鲁塞夫，赢得国际赛男双冠军，亦是他首个國際系列賽男双冠军。同年9月，他与乔丹·科维出战哈爾科夫羽毛球國際賽，在男双準决赛以0比2（16-21、14-21）不敌赛会头号种子、波兰强档的亚当·克瓦林纳/普热梅斯瓦夫·瓦查。
2016年2月，朱利安·马尤代表法国参加俄羅斯喀山举办的歐洲男子羽毛球團體錦標賽，助球队赢得男团亚军。同年3月，他与洛林·鲍曼出战葡萄牙羽毛球國際賽，在混双準决赛以1比2（5-21、21-19、15-21）不敌丹麦强档的米克尔·米克尔森/麦尔·苏罗。同年7月，他与巴斯蒂安·凯尔索迪出战白夜羽毛球賽，在男双决赛以0比2（15-21、14-21）不敌赛会3号种子、德国强档的琼斯·拉夫利·詹森/约舍·兹沃涅，赢得亚军。
2017年1月，朱利安·马尤与巴斯蒂安·凯尔索迪出战愛沙尼亞羽毛球國際賽，在男双决赛以2比0（21-13、21-14）击败了赛会4号种子、芬兰强档的亨利·阿尼奥/伊卡·海诺，赢得国际赛男双冠军。同年11月，他与巴斯蒂安·凯尔索迪出战蘇格蘭羽毛球大獎賽，在男双準决赛以1比2（21-18、13-21、18-21）不敌赛会8号种子、荷兰强档的雅高·阿伦斯/鲁宾·吉尔。
2018年2月，朱利安·马尤代表法国参加俄羅斯喀山举办的歐洲羽毛球男子團體錦標賽，助球队赢得男团季军。
2019年1月，朱利安·马尤与巴斯蒂安·凯尔索迪出战瑞典羽毛球公開賽，在男双决赛以0比2（12-21、15-21）不敌赛会头号种子、丹麦强档的马蒂亚斯·贝尔-斯密特/拉塞·摩爾菲德，赢得亚军。

## 主要比賽成績
只列出曾進入準決賽的國際賽事成績：
| 年份   | 賽事                       | 公開賽級別 | 項目     | 拍檔              | 成績   |
| ------ | -------------------------- | ---------- | -------- | ----------------- | ------ |
| 2012年 | 波蘭羽毛球公開賽           | 國際系列賽 | 男子雙打 | Antoine Lodiot    | 準決賽 |
| 2013年 | 歐洲青年羽毛球錦標賽       | 其他       | 混合團體 | －                | 亞軍   |
| 2013年 | 歐洲青年羽毛球錦標賽       | 其他       | 男子雙打 | Antoine Lodiot    | 季軍   |
| 2015年 | 保加利亞羽毛球公開賽       | 國際系列賽 | 男子雙打 | 乔丹·科维         | 冠軍   |
| 2015年 | 哈爾科夫羽毛球國際賽       | 國際挑戰賽 | 男子雙打 | 乔丹·科维         | 準決賽 |
| 2016年 | 歐洲男子羽毛球團體錦標賽   | 其他       | 男子團體 | －                | 亞軍   |
| 2016年 | 葡萄牙羽毛球國際賽         | 國際系列賽 | 混合雙打 | 洛林·鲍曼         | 準決賽 |
| 2016年 | 白夜羽毛球賽               | 國際挑戰賽 | 男子雙打 | 巴斯蒂安·凯尔索迪 | 亞軍   |
| 2017年 | 愛沙尼亞羽毛球國際賽       | 國際系列賽 | 男子雙打 | 巴斯蒂安·凯尔索迪 | 冠軍   |
| 2017年 | 蘇格蘭羽毛球大獎賽         | 大獎賽     | 男子雙打 | 巴斯蒂安·凯尔索迪 | 準決賽 |
| 2018年 | 歐洲羽毛球男子團體錦標賽   | 其他       | 男子團體 | －                | 季軍   |
| 2019年 | 瑞典羽毛球公開賽           | 國際系列賽 | 男子雙打 | 巴斯蒂安·凯尔索迪 | 亞軍   |
| 2019年 | 葡萄牙羽毛球國際賽         | 國際系列賽 | 男子雙打 | 巴斯蒂安·凯尔索迪 | 準決賽 |
| 2019年 | 希臘羽毛球公開賽           | 國際系列賽 | 男子雙打 | 伊劳埃·亚当       | 冠軍   |
| 2019年 | 保加利亞羽毛球公開賽       | 國際系列賽 | 男子雙打 | 伊劳埃·亚当       | 冠軍   |
| 2019年 | 意大利羽毛球國際賽         | 國際挑戰賽 | 男子雙打 | 伊劳埃·亚当       | 準決賽 |
| 2020年 | 歐洲羽毛球男女子團體錦標賽 | 其他       | 男子團體 | －                | 季軍   |
| 2020年 | 丹麥羽毛球公開賽           | 超級750賽  | 混合雙打 | 莉亞·巴萊爾莫     | 準決賽 |
| 2021年 | 歐洲羽毛球混合團體錦標賽   | 其他       | 混合團體 | －                | 亞軍   |
| 2022年 | 奧爾良羽毛球大師賽         | 超級100賽  | 男子雙打 | 伊勞埃·亞當       | 準決賽 |
| 2022年 | 威爾斯羽毛球國際賽         | 國際挑戰賽 | 男子雙打 | 威廉·维利格       | 準決賽 |
| 2023年 | 愛沙尼亞羽毛球國際賽       | 國際系列賽 | 男子雙打 | 威廉·維利格       | 亞軍   |
| 2023年 | 愛沙尼亞羽毛球國際賽       | 國際系列賽 | 混合雙打 | 莉亚·巴莱尔莫     | 準決賽 |
| 2023年 | 烏干達羽毛球國際挑戰賽     | 國際挑戰賽 | 男子雙打 | 威廉·维利格       | 準決賽 |
| 2023年 | 葡萄牙羽毛球國際賽         | 國際系列賽 | 男子雙打 | 威廉·维利格       | 冠軍   |
| 2023年 | 荷蘭羽毛球公開賽           | 國際挑戰賽 | 男子雙打 | 鲁宾·吉尔         | 準決賽 |
| 2023年 | 阿布達比羽毛球大師賽       | 超級100賽  | 男子雙打 | 鲁宾·吉尔         | 準決賽 |
| 2024年 | 歐洲羽毛球男女子團體錦標賽 | 其他       | 男子團體 | －                | 亞軍   |
| 2024年 | 南特羽毛球國際挑戰賽       | 國際挑戰賽 | 男子雙打 | 威廉·維利格       | 準決賽 |
| 2024年 | 聖但尼羽毛球公開賽         | 國際挑戰賽 | 男子雙打 | 威廉·維利格       | 冠軍   |
| 2024年 | 聖但尼羽毛球公開賽         | 國際挑戰賽 | 混合雙打 | 莉亚·巴莱尔莫     | 冠軍   |
| 2024年 | 毛里裘斯羽毛球國際賽賽     | 國際系列賽 | 男子雙打 | 威廉·維利格       | 冠軍   |
| 2024年 | 毛里裘斯羽毛球國際賽賽     | 國際系列賽 | 混合雙打 | 莉亚·巴莱尔莫     | 冠軍   |
| 2024年 | 拉各斯羽毛球國際經典賽     | 國際挑戰賽 | 混合雙打 | 莉亚·巴莱尔莫     | 準決賽 |
| 2024年 | 比利時羽毛球國際賽         | 國際挑戰賽 | 男子雙打 | 威廉·維利格       | 亞軍   |
| 2024年 | 土耳其羽毛球國際挑戰賽     | 國際挑戰賽 | 男子雙打 | 威廉·維利格       | 冠軍   |
| 2024年 | 土耳其羽毛球國際挑戰賽     | 國際挑戰賽 | 混合雙打 | 莉亚·巴莱尔莫     | 冠軍   |
| 2024年 | 荷蘭羽毛球公開賽           | 國際挑戰賽 | 混合雙打 | 莉亚·巴莱尔莫     | 準決賽 |
| 2024年 | 奧迪沙羽毛球大師賽         | 超級100賽  | 混合雙打 | 莉亚·巴莱尔莫     | 準決賽 |
| 2025年 | 歐洲羽毛球混合團體錦標賽   | 其他       | 混合團體 | －                | 亞軍   |
| 2025年 | 歐洲羽毛球錦標賽           | 其他       | 混合雙打 | 莉亞·巴萊爾莫     | 季軍   |

| 2007-2017年 | 首要超級賽 | 超級賽 | 黃金大獎賽 | 大獎賽 | 國際挑戰賽 | 國際系列賽 | 未來系列賽 | 其他 |

| 2018-2026年 | 總決賽 | 超級1000賽 | 超級750賽 | 超級500賽 | 超級300賽 | 超級100賽 | 國際挑戰賽 | 國際系列賽 | 未來系列賽 | 其他 |

### 奧運會和世錦賽參賽紀錄
|          | 搭檔              | 2017 |
| -------- | ----------------- | ---- |
| 男子雙打 | 巴斯蒂安·凯尔索迪 | 32強 |